# Maria van Everdingen
Maria Johanna van Everdingen (De Bilt, 22 december 1913 – Scharnegoutum, 30 juni 1985) was een Nederlandse beeldhouwster.

## Leven en werk
Van Everdingen was een dochter van prof. dr. Ewoud van Everdingen en Maria Johanna Pronk. Haar vader was hoofddirecteur van het KNMI in De Bilt. Maria volgde een opleiding aan de Rijksakademie van beeldende kunsten in Amsterdam en was leerling van onder anderen Jan Bronner. Ze koos voor de grafische richting, maar richtte zich daarna op het beeldhouwen. Ze ging naar de kunstacademie in Wenen om haar studie voort te zetten, maar brak haar opleiding af toen Adolf Hitler in 1938 Oostenrijk binnenviel. Van Everdingen was in de Tweede Wereldoorlog deel van het kunstenaarsverzet, onder andere van de verzetsgroep PBC van Gerrit Jan van der Veen. Ze werd gevangen genomen door de Duitsers en belandde in concentratiekamp Vught. Tussen 1946 en april 1948 studeerde ze beeldhouwen in Zweden. Vanaf 1948 woonde ze weer in Wenen. Halverwege de vijftiger jaren pakte ze het beeldhouwen weer op. In 1958 keerde Van Everdingen terug naar Nederland, waar ze vanaf 1965 in Friesland woonde. Haar beelden zijn figuratief en uitgevoerd in steen of brons. Ze was lid van onder andere de Beroepsvereniging van Beeldende Kunstenaars en de Bond van Friese Kunstenaars.

## Werken (selectie)
- Jongen met vogeltje (1965), Leeuwarden
- Veulen van Fries Paard (1970), Blauwhuis
- Veulen van Fries Paard (1970), Joure
- Anders Minnes Wijbenga (1970), Niawier
- Kinderen bouwen voort (1971), Leeuwarden
- De fluitende rietvlechter (1973), Noordwolde
- Pieter Sjoerds Gerbrandy (1976), Sneek
- Veenarbeidersgezin (1978), Haulerwijk
- Kind met lam (1981), Sneek

## Afbeeldingen

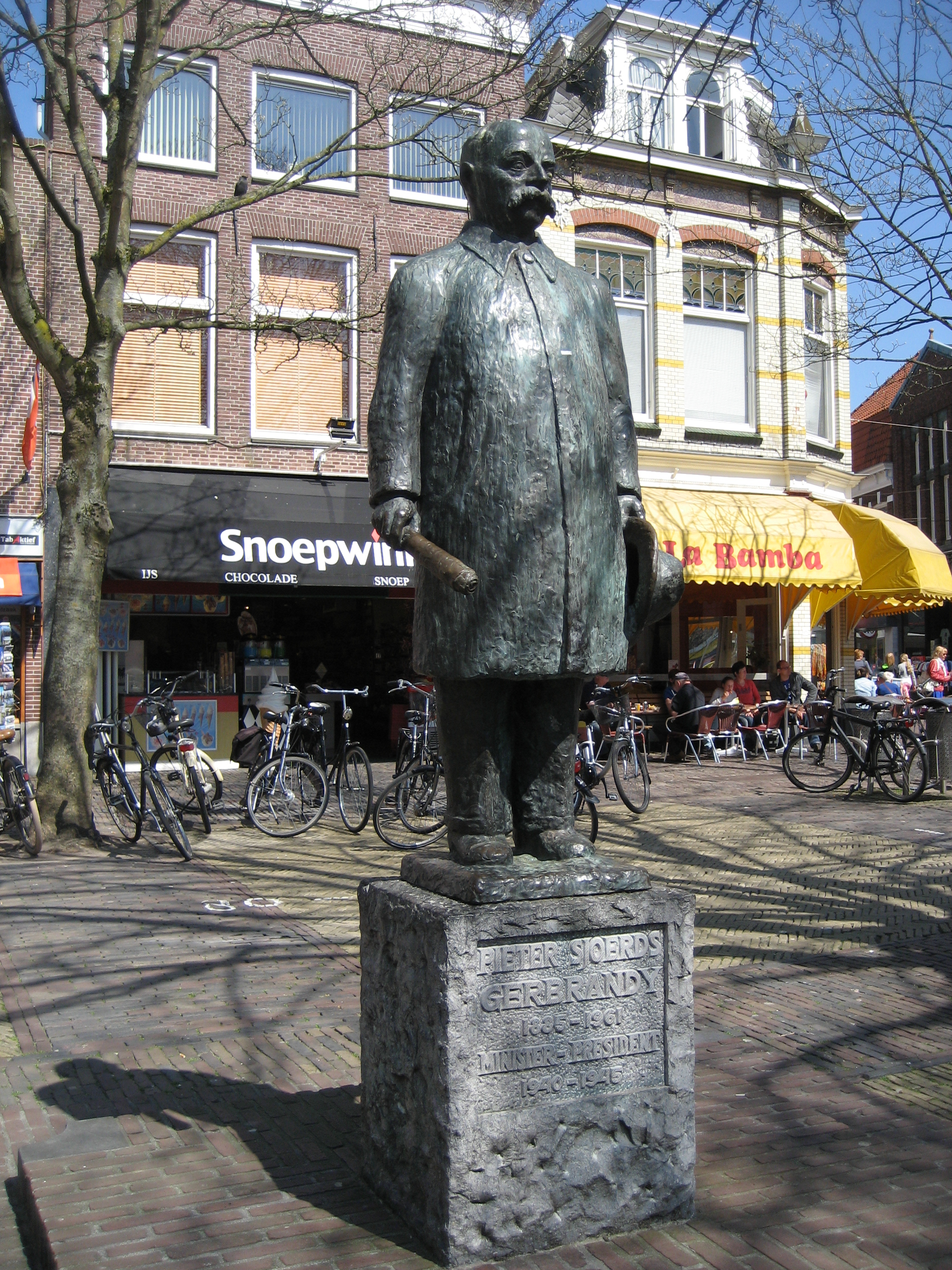
Standbeeld van Gerbrandy (1976), Sneek
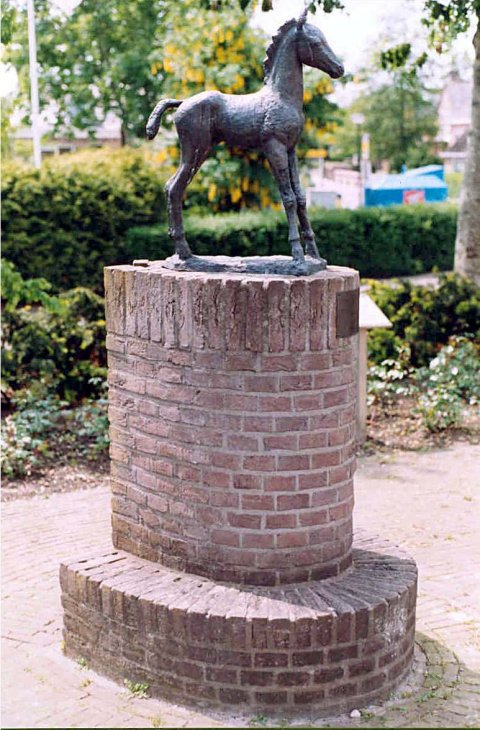
Veulen van Fries paard (1970), Blauwhuis
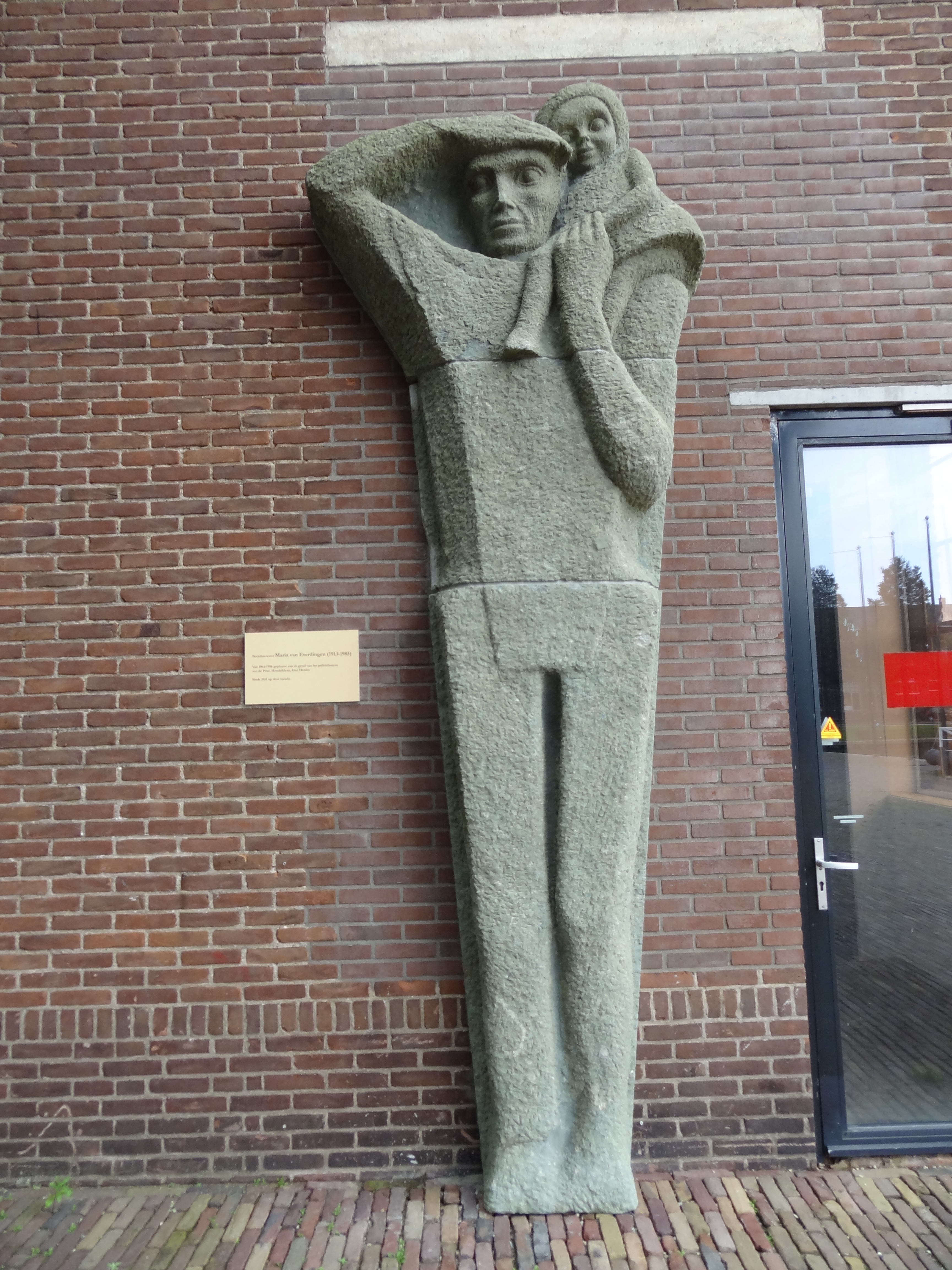
Reliëf Redder met kind, Nationaal Reddingmuseum Dorus Rijkers, Den Helder